# Сумарока, Александр Михайлович
Александр Михайлович Сумарока (род. 28 января 1962, Саратов) — российско-американский учёный, мультидисциплинарный специалист в области физики полупроводников, криминалистики и биоинженерии. Кандидат физико-математических наук (1993), PhD.

## Биография
Родился 28 января 1962 года в Саратове.
В 1984 году окончил физический факультет Саратовского государственного университета по специальности «полупроводники и диэлектрики».
С 1986 по 1991 год обучался в аспирантуре Института радиотехники и электроники РАН.
В 1993 году защитил кандидатскую диссертацию по теме «Эффекты пространственной локализации электронных состояний и электрической неоднородности границы раздела при термоактивационном анализе Si-МОП-структур». Научный руководитель — доктор физико-математических наук А. Г. Ждан. Автор 10 научных статей в журналах, издаваемых Российской академией наук. Имеет авторское свидетельство на изобретение.
С 1993 — доцент Саратовского юридического института МВД России. Специалист в области криминалистического оружиеведения, судебной баллистики и судебно-баллистической экспертизы. Автор 14 научно-методических пособий и двух учебников по криминалистике, которые используются в высших учебных заведениях юридического профиля России и Украины.
С 2001 года работает в Центре наследственной ретинопатии и дегенерации сетчатки Пенсильванского университета, где изучает структурные аномалии сетчатки глаза у пациентов с наследственными дегенеративными изменениями. Является экспертом в области анализа и картирования микроскопических аномалий сетчатки глаза с помощью оптической когерентной томографии.
Участвует в проведении клинических испытаний новых генно-терапевтических препаратов, помогающих восстановить зрение у пациентов с наследственными формами нарушения зрения. Один из них, Luxturna, был первым препаратом генной терапии одобренным Food and Drug Administration для лечения наследственной дистрофии сетчатки, вызванной мутацией в гене RPE65. Работает над прогнозированием зрительной функции в зависимости от структуры сетчатки используя машинное обучение и искусственный интеллект.
Имеет более 120 научных работ и почти 8 тысяч цитирований своих работ. Индекс Хирша — 48. Автор более 90 статей в специализированных научных журналах, таких как Nature Medicine, The Lancet, The New England Journal of Medicine, Progress in Retinal and Eye Research, Proceedings of the National Academy of Sciences of the USA.

## Личная жизнь
Супруга — Марина Вадимовна Сумарока.
Дети — Мария и Дмитрий.
Хобби: водный туризм и автотехника.

## Учебно-методические работы
- Описание объектов судебно-баллистической экспертизы (учебно-методическая разработка) // Издательство СВШ МВД РФ, Саратов, 1995
- Образцы экспертных заключений по курсу «Судебно-баллистическая экспертиза» // Издательство СВШ МВД РФ, Саратов, 1997
- Судебная баллистика и судебно-баллистическая экспертиза // СЮИ МВД России, Саратов, 1998